# Baugrube

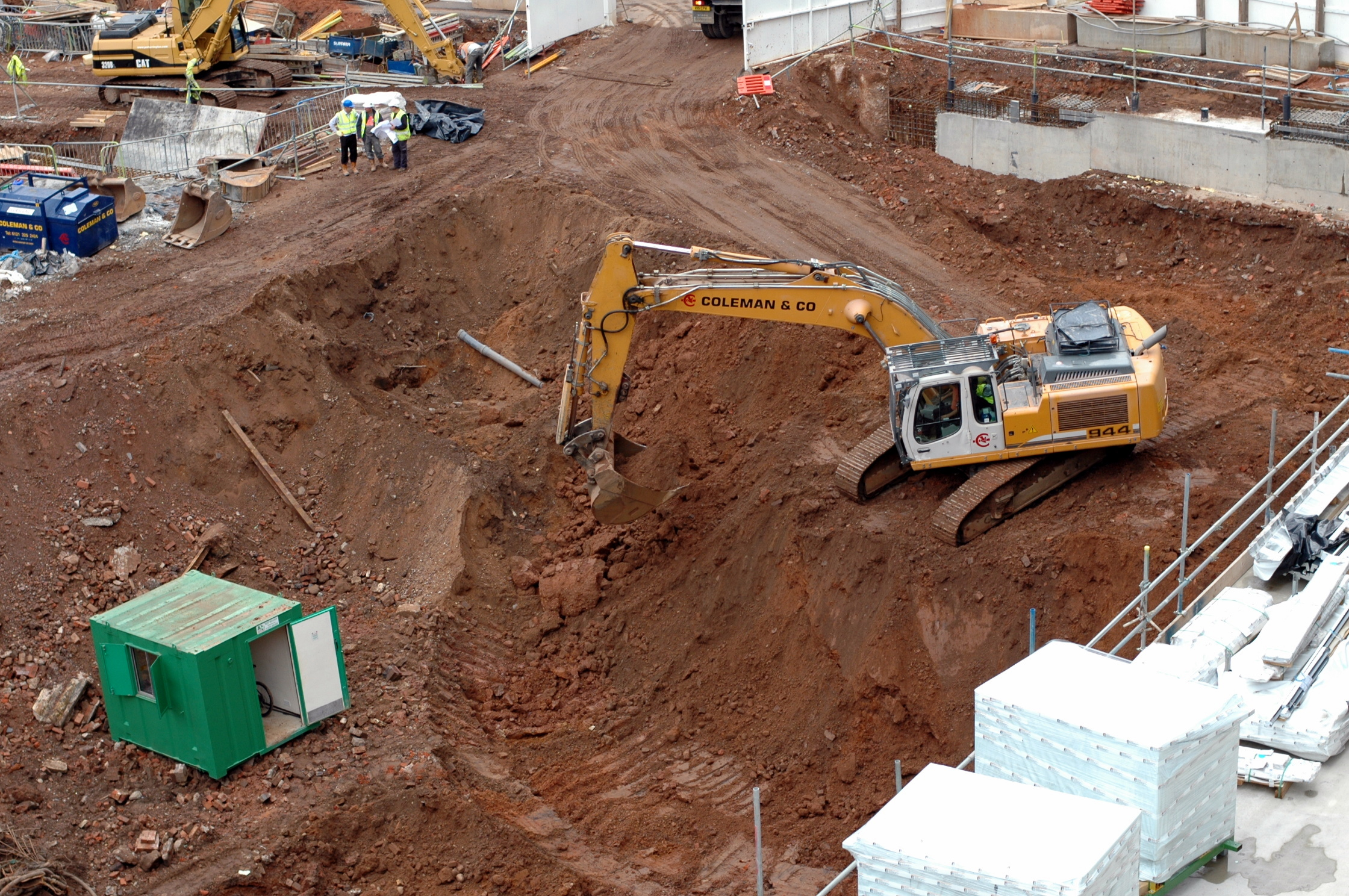
Aushub einer Baugrube

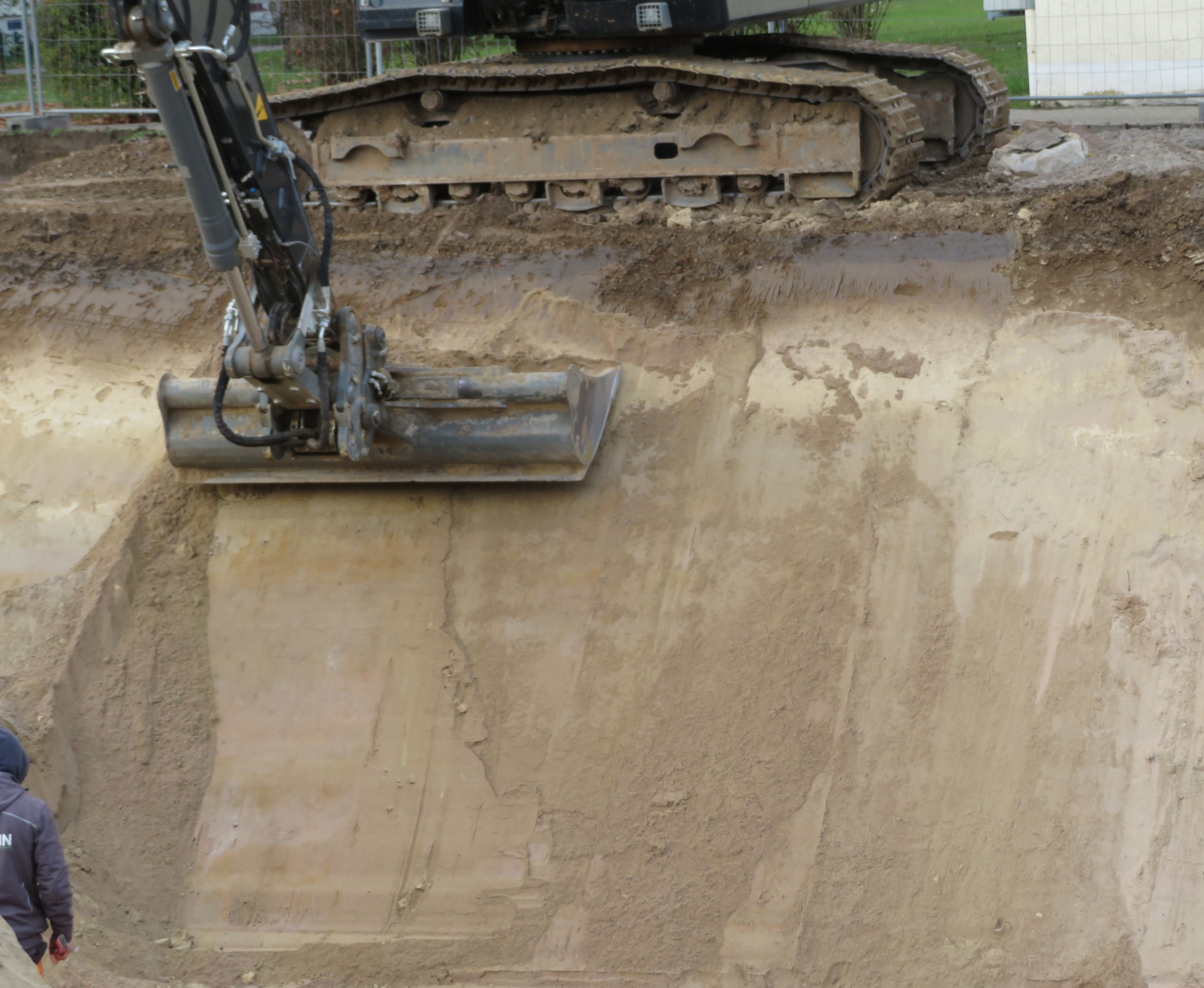
Ein Aufschluss in einer Baugrube

Die Baugrube ist der Raum, der unterhalb der Geländeoberfläche ausgehoben wird, beispielsweise zur Gründung einer baulichen Anlage, zum Bau von Verkehrsanlagen oder zur Verlegung von Versorgungsleitungen. Die Baugrubensohle muss zusätzlich zum entstehenden Bauwerk ringsum den erforderlichen seitlichen Arbeitsraum aufnehmen. Der Arbeitsraum ist umgeben von der Baugrubenumschließung, die als Böschung oder als Baugrubenverbau ausgebildet werden kann. Am oberen Rand verhindert die Baugrubensicherung den versehentlichen Sturz in die Grube.
Entscheidend für die Ausbildung einer Baugrube sind zudem die Wasserverhältnisse. So wird die Art der Baugrubenumschließung, die Ausbildung der Baugrubensohle sowie die Wasserhaltung und Drainage maßgeblich vom anstehenden Grundwasser oder Schichtenwasser beeinflusst.

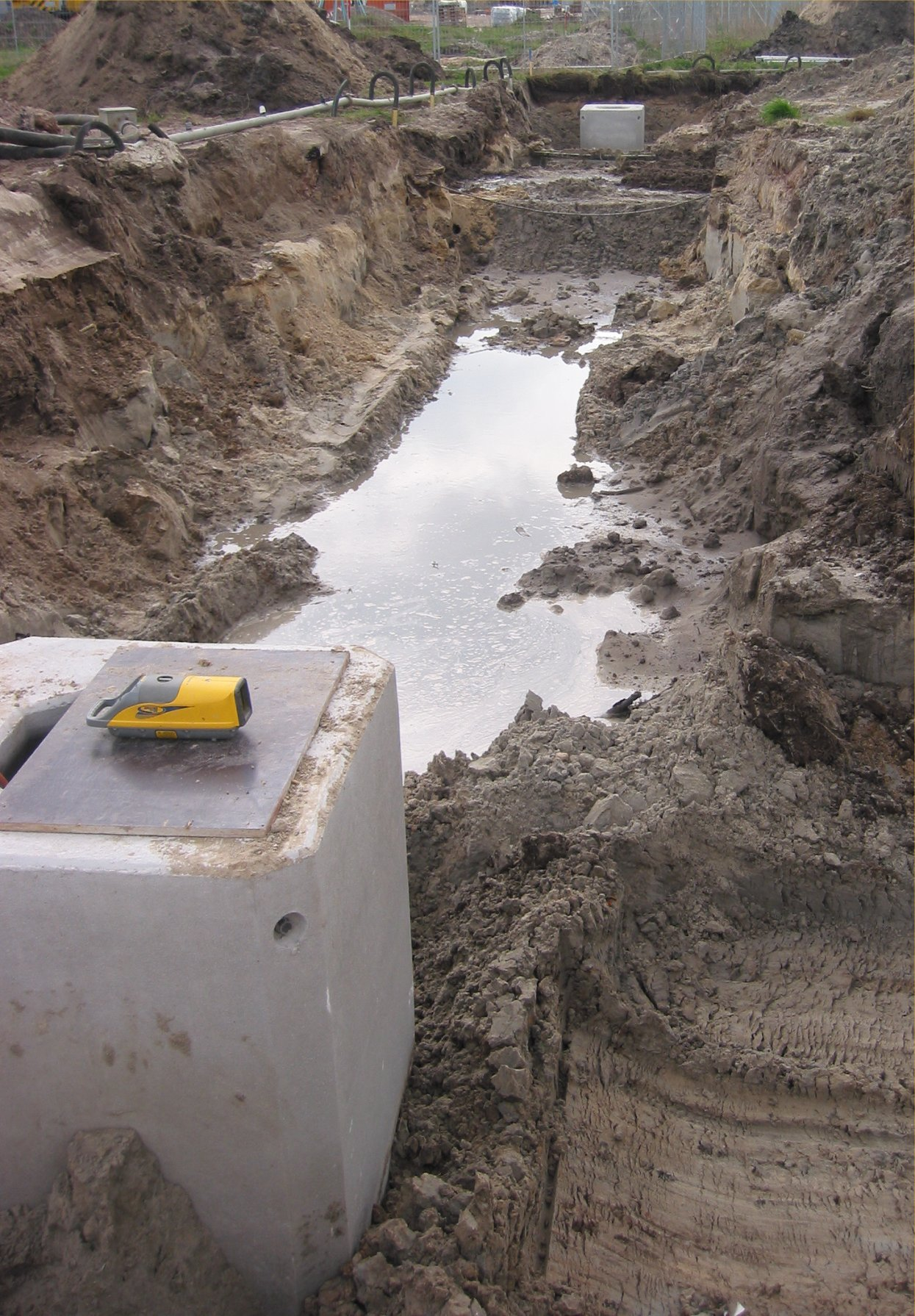
Unverbaute Baugrube zur Verlegung einer Kanalisation

## Baugrubenumschließung
Eine ungesicherte Baugrube mit senkrechten Seiten ist bis zu einer Tiefe von 1,25 m zulässig, wenn das Gelände außerhalb der Grube bei nichtbindigem Boden ein Gefälle von höchstens 1:10 oder bei steifem bindigen Böden von höchstens 1:2 aufweist.
Bei steifem, bindigem Boden darf oberhalb noch eine Böschung mit einer Neigung von höchstens 45° und einer Höhe von höchstens 50 cm anschließen, wenn das umliegende Gelände höchstens ein Gefälle von 1:10 aufweist und abgelagertes Material mindestens 50 cm Abstand zu Grubenkante einhält. Unter den vorgenannten Bedingungen kann die Böschung auch durch einen Verbau ersetzt werden (der wenigsten 5 cm über die Geländekante herausragen soll).

### Arbeitsraum
Abhängig von der gewählten Baugrubenumschließung ist zu beachten, dass zwischen dem Böschungsfuß und der Außenseite des entstehenden Gebäudes ein lichter Arbeitsraum von mindestens 0,5 Meter bzw. zwischen dem Rand des Baugrubenverbaus und der Außenseite des entstehenden Gebäudes ein lichter Arbeitsraum von mindestens 0,6 Meter vorhanden sein muss. Eventuell vorhandene Schalungen, Gerüste oder ähnliches dürfen diesen Arbeitsraum nicht einschränken. Bei günstigen Raumverhältnissen und zu erwartenden aufwendigen Arbeiten an der Gebäudeaußenwand, beispielsweise das Anbringen einer Bitumendickbeschichtung, ist ein Arbeitsraum von 1,0 bis 1,5 Meter empfehlenswert.

### Geböschte Baugrube
Sind die Platzverhältnisse ausreichend, können die Seitenflächen der Baugrube zu einer Böschung angeschrägt werden. Sofern nicht mit dem Einlaufen größerer Mengen Hang- oder Oberflächenwasser zu rechnen ist, bedürfen sie dann keiner weiteren Sicherung.
Die Böschung muss nach den Vorgaben der DIN 4124 und den Vorschriften der Berufsgenossenschaft angelegt werden. Insbesondere ist der Böschungswinkel auf die Boden- und Wasserverhältnisse abzustimmen. Oberhalb der Böschung ist ein 0,6 Meter breiter Streifen von Lasten (Baustoffe oder Aushubmaterial) freizuhalten, um ein Abrutschen der Böschungskante zu verhindern.
Bei hohen Baugrubenböschungen sind Bermen als Abtreppung vorzusehen. Sie dienen dazu, nachrutschendes Material aufzufangen und sollten nach jeweils drei Höhenmetern angelegt werden. Sofern sie lediglich zum Begehen dienen, genügt eine Breite ab 60 cm, ansonsten werden 1½ Meter verlangt.
Erfolgt kein gesonderter Standsicherheitsnachweis, so gelten folgende Böschungswinkel:
- bei nichtbindigen oder weichen bindigen Böden 45°
- bei steifen oder halbfesten bindigen Böden 60°
- bei felsigen Böden 80°

Die Standsicherheit der Böschung ist gemäß DIN 4124 nachzuweisen, wenn:
- die Böschung höher als 5,0 Meter ist
- die oben genannten Böschungswinkel überschritten werden sollen
- schwierige Boden- und Wasserverhältnisse vorliegen
- vorhandene bauliche Anlagen gefährdet werden können
- die Böschungsoberkante mit Auflasten größer 10 kN/m² belastet wird
- die Geländeoberfläche außerhalb der Baugrube stärker als 1:10 geneigt ist
- die Böschungsoberkante im Abstand von weniger als einem Meter mit Fahrzeugen befahren wird.

### Baugrubenverbau

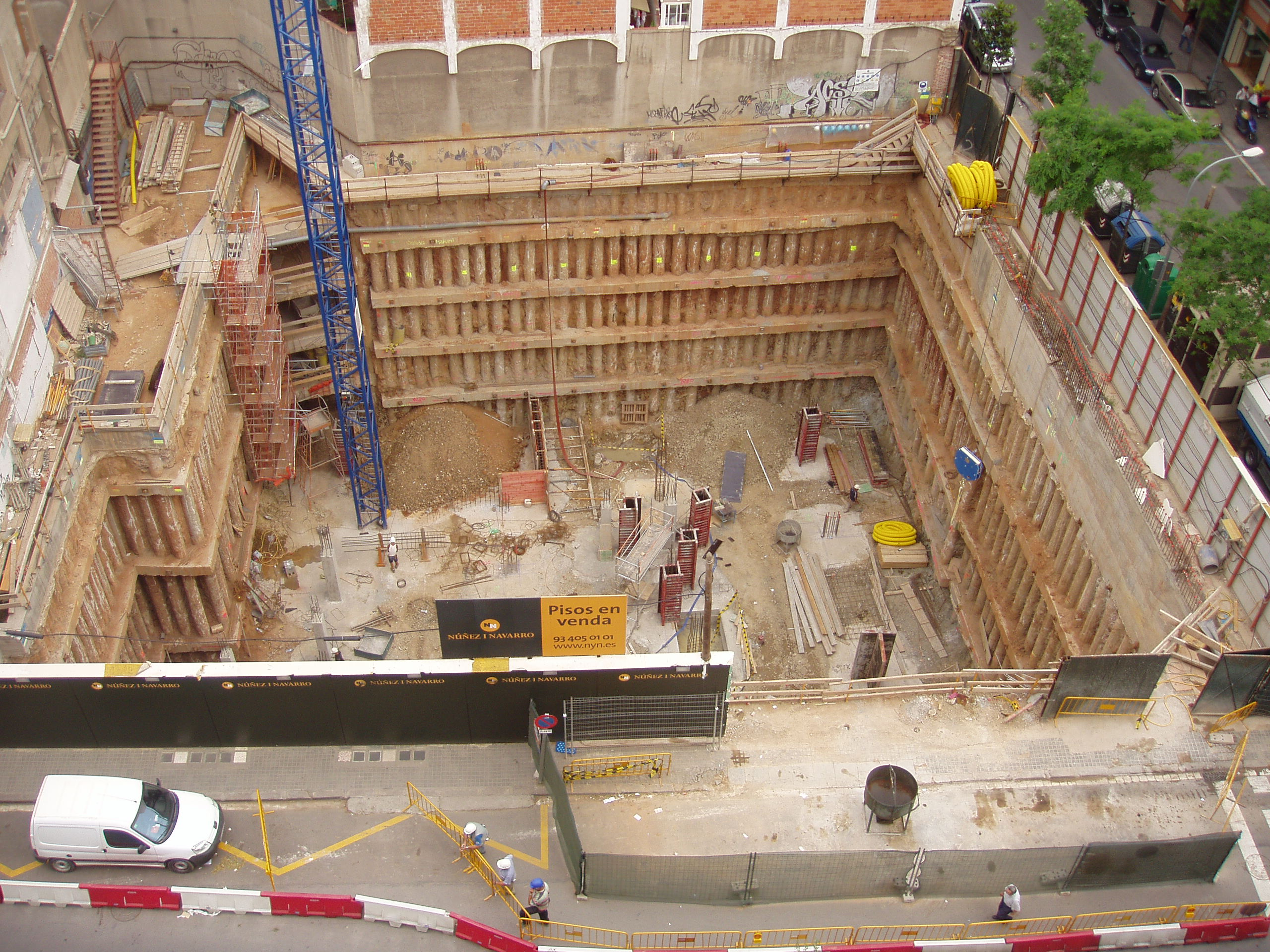
Baugrubenverbau mit rückverankerter Bohrpfahlwand

Bei beengten Platzverhältnissen, wie etwa in einer Baulücke, oder wenn die Boden- und Wasserverhältnisse keine geböschte Baugrube erlauben, ist ein Baugrubenverbau auszuführen. Er verhindert den Einsturz der Grubenwände durch nachrutschendes Erdreich oder eindringendes Wasser ebenso wie die Senkung benachbarter Flächen. Die Ausführung und Standsicherheit eines Verbaus sind Gegenstand bautechnischer Nachweise und durch entsprechende Normen geregelt.
Nach ihrer Nachgiebigkeit werden unterschieden:
- weiche Verbauarten, die sich durch den beim Aushub entstehenden Erddruck verformen (z. B. Trägerbohlverbauten und Spundwände) aber meist preisgünstiger sind
- steife, verformungsarme Verbauarten (z. B. Bohrpfahlwände und Schlitzwände), die bei setzungsempfindlichem Umfeld (Nachbargebäude, empfindliche Verkehrswege wie Eisenbahnen) anzuwenden sind

Nach Wiederverwendbarkeit werden entschieden:
- temporäre Verbauten, die nach ihrem Einsatz wieder rückgebaut bzw. aus dem Baugrund entfernt werden
- dauerhafte Verbauten, die nach Fertigstellung der Baumaßnahme in Funktion bleiben und gegebenenfalls Teil eines Bauwerkes werden, z. B. als Stützmauer, Hangsicherung, Ufermauer oder Dichtwand

Im Unterschied zum Grabenverbau, bei dem die nebeneinander verlaufenden Sicherungswände meist gegeneinander abgestützt werden können, muss der Baugrubenverbau auf andere Weise gesichert werden:
- Rückverankerung durch Erdanker
- Aussteifungen zur Baugrubensohle oder über Eck
- Einspannung im Boden
- Deckelbauweise mit gegenseitiger Abstützung der Stützwände, die z. B. im Tunnelbau Anwendung findet

## Baugrubensohle
Die Baugrubensohle bildet den unteren Abschluss der Baugrube und dient als Gründungsebene für das zu errichtende Bauwerk. An sie werden gewisse Anforderungen hinsichtlich Ebenheit und Tragfähigkeit gestellt. Es muss zudem eine ausreichende Sicherheit gegenüber Grundbruch oder Sohlaufbruch vorhanden sein. Sie ist vor Durchnässung oder Auflockerung zu schützen, da sich sonst später Schäden am Gebäude durch Setzungen ergeben können. Bindet die Baugrube in das Grundwasser ein, so kann die Baugrubensohle durch Injektionssohlen oder Unterwasserbetonsohlen abgedichtet werden.

## Baugrubenaushub

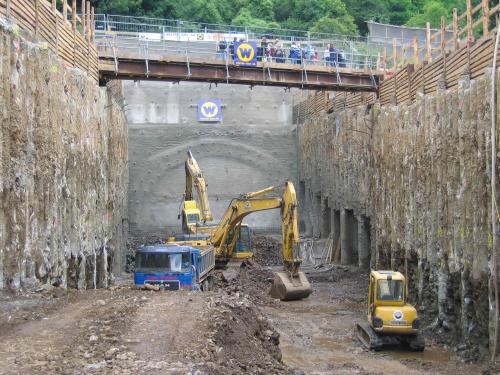
Baumaschinen beim Baugrubenaushub

Der Baugrubenaushub fällt in den Bereich des Erdbaus und wird in der Regel mit Baggern, Radladern oder Laderaupen vorgenommen. Zunächst ist der Oberboden (Mutterboden) abzutragen und gesondert zu lagern.
Für die rechnerische Ermittlung des Baugrubenvolumens erlaubt die Vergabe- und Vertragsordnung für Bauleistungen (VOB/B) die Verwendung von Näherungsverfahren. Ein Verfahren, das zu relativ genauen Ergebnissen führt, stellt das Prismenverfahren dar. Dieses Verfahren ist in den Regelungen für die Elektronische Bauabrechnung (REB) Nr. 22.013 des Gemeinsamen Ausschusses Elektronik im Bauwesen (GAEB) beschrieben.

## Normen und Standards
- DIN 4124 – Baugruben und Gräben; Böschungen, Verbau, Arbeitsraumbreiten
- DIN 4084 – Baugrund; Gelände- und Böschungsbruchberechnungen
- Empfehlungen des Arbeitskreises Baugruben (EAB)